# شريف صالح
شريف صالح (وُلد في 17 نوفمبر 1972-)، كاتب وصحافي مصري ولد في محافظة دمياط.

## التعليم والتحصيل
درس صالح في كلية دار العلوم في جامعة القاهرة وحصل على دبلوم النقد الفني من أكاديمية الفنون ودرجة الماجستير في النقد الأدبي.

## حياته العملية
في الصحافة، بدأ صالح العمل مع جريدة الخليج وجريدة الجزيرة، وعمل في جريدة الجمهورية قبل أن ينتقل للعمل في الكويت ويعملُ حاليًا مُشرفًا على الصفحة الثقافية في جريدة النهار، ويكتب عمودًا صحفيًا في جريدة القاهرة بعنوان «وجدتها».

## مؤلفاته
ألَّفَ صالح العديد من المُؤلَّفات، وهي كالآتي:
- «إصبع يمشي وحده» (مجموعة قصصية)، 2007
- «مثلث العشق» (مجموعة قصصية)، 2009
- «شخص صالح للقتل» (مجموعة قصصية)، 2011
- «نجيب محفوظ وتحولات الحكاية» (دراسة)، 2011
- «رقصة الديك» (مسرحية)، 2011
- «بيضة على الشاطئ» (مجموعة قصصية)، 2013
- «دفتر النائم» (مجموعة قصصية)، 2015
- «حارس الفيسبوك» (رواية)، 2017
- «ابتسامة بوذا- ناديت باسمك في الماء» ( رواية)، 2023[3]

## الجوائز
حصلَ شريف صالح على عدة جوائز أبرزها جائزة ساويرس في القصة القصيرة عن مجموعة «مثلث العشق»، وجائزة دبي الثقافية عن مجموعة «بيضة على الشاطئ» وجائزة أفضل مؤلف مسرحي من مهرجان «أيام المسرح للشباب» في الكويت عن مسرحية «مقهى المساء» وجائزة الشارقة للإبداع العربي عن الإصدار الأول لمسرحية «رقصة الديك».